# Guerra do Bacalhau

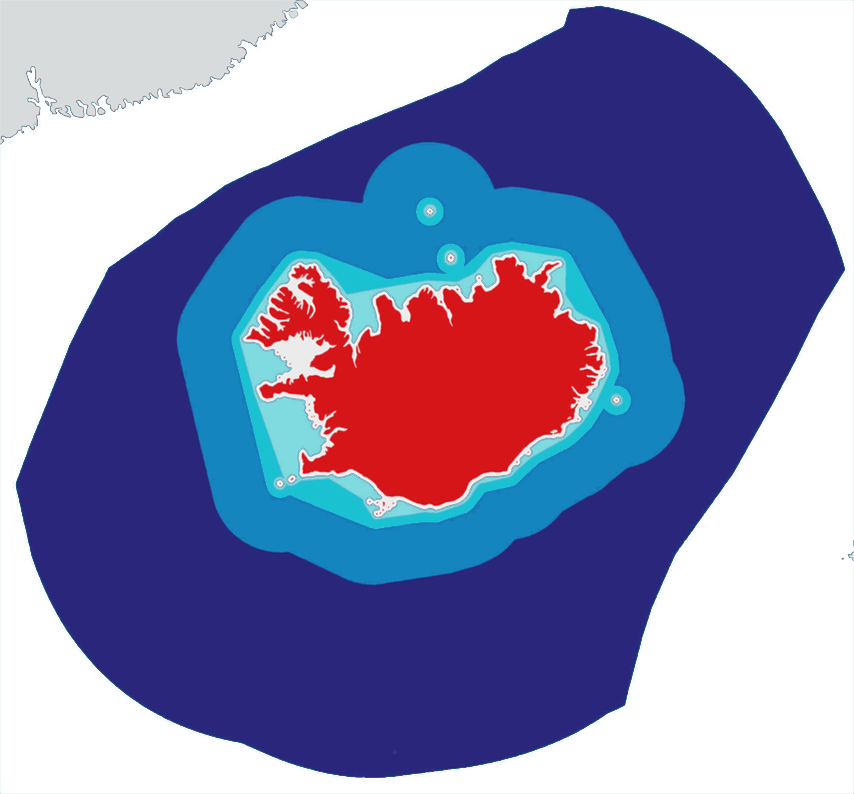
Expansion of the Icelandic Exclusive Economic Zone (EEZ).
Islândia
Águas internas
4 nmi expansão
12 nmi expansão (extensão atual das águas territoriais)
50 nmi expansão
200 nmi expansão (atual extensão da ZEE)

A Guerra do Bacalhau, também chamada de Guerra do Bacalhau Islandês (em islandês Þorskastríðin - Guerra do bacalhau - ou Landhelgisstríðin - Guerra por águas territoriais) foi uma série de confrontos entre as décadas de 1950 e 1970 entre Reino Unido e Islândia por causa dos direitos de pesca nas águas do Oceano Atlântico Norte.
Em 1972, a Islândia unilateralmente declarou uma Zona Econômica Exclusiva (ZEE) estendendo-se além das suas águas territoriais, antes de anunciar a redução da sobrepesca. Essa expansão causou a ocorrência de diversos incidentes com as redes de pesca entre os barcos islandeses e britânicos. Como resposta, a Marinha Real britânica deslocou navios de guerra para evitar conflitos entre os barcos pesqueiros dos dois países.
A disputa acabou em 1976 depois da Islândia ameaçar fechar uma base da OTAN em retaliação ao movimento de navios militares nas águas em disputa. O governo britânico cedeu e concordou que após o primeiro de dezembro de 1976 os navios britânicos não pescariam mais na área em disputa.

## Leitura de apoio
- Ingo Heidbrink: “Deutschlands einzige Kolonie ist das Meer” Die deutsche Hochseefischerei und die Fischereikonflikte des 20. Jahrhunderts. Hamburg (Convent Vlg) 2004.
- Kurlansky, Mark. Cod: A Biography of the Fish That Changed the World.  New York: Walker & Company, 1997 (reprint edition: Penguin, 1998). ISBN 0-8027-1326-2, ISBN 0-14-027501-0.